# Infinitisme
L'infinitisme est l'idée que la connaissance peut être justifiée par une chaîne infinie de raisons. Elle relève de l'épistémologie, branche de la philosophie qui considère la possibilité, la nature et les moyens de la connaissance.

## Infinitisme épistémologique
Depuis Gettier, la connaissance n'est plus largement acceptée comme signifiant « croyance vraie justifiée ». Cependant, de nombreux épistémologues considèrent encore la connaissance comme devant avoir une condition de justification. Les théories traditionnelles de la justification (le fondationnalisme et le cohérentisme), ainsi que de nombreux philosophes, considèrent qu'une régression à l'infini n'est pas une justification valide. De leur point de vue, si A est justifié par B, B par C et ainsi de suite, alors soit :
1. La chaîne doit se terminer par un lien qui ne nécessite aucune justification indépendante (une fondation),
2. La chaîne doit venir en cercle en un nombre fini d'étapes (la croyance peut être justifiée par sa cohérence), ou
3. Nos croyances ne doivent pas être justifiées après tout (comme les philosophes sceptiques le pensaient).

L'infinitisme de Peter D. Klein par exemple, conteste ce consensus minimal, renvoyant aux travaux de Paul Moser (en) (1984) et John Post (1987). Dans cette perspective, les justifications ont une structure essentiellement infinie et non répétable.

## Source de la traduction
- (en) Cet article est partiellement ou en totalité issu de l’article de Wikipédia en anglais intitulé « Infinitism » (voir la liste des auteurs).